# تشيتا (آيتشي)
تشيتا (باليابانية: 知多市) مدينة تقع ضمن محافظة آيتشي في اليابان، تأسست في 9/1/1970، بلغ عدد تعداد سكانها في 1 يناير – 2008 حوالي 84782 مساحتها الإجمالية حوالي 45.43 كم٢ لتصبح كثافة سكانها 1866 نسمة لكل كيلو متر مربع.

## أعلام
- أيومي كينوشيتا
- يوكي كوياما